# Bénesse-Maremne
Bénesse-Maremne  (Benessa de Maremne en occitano) es una población y comuna francesa, situada en la región de Aquitania, departamento de Landas, en el distrito de Dax y cantón de Saint-Vincent-de-Tyrosse. Se ubica en el extremo suroeste del país cerca de la costa del océano atlántico y próximo a la frontera con España.

## Demografía
| 988 | 1089 | 1070 | 1175 | 1471 | 1752 |
| Para los censos de 1962 a 1999 la población legal corresponde a la población sin duplicidades (Fuente: INSEE [Consultar]) |      |      |      |      |      |